# Bert Janssens
Bert Janssens (Wechelderzande, 23 oktober 1915 - Leuven, 15 juli 1972) was een Vlaams radio- en televisieproducent, hoorspel- en televisieregisseur en programmamaker. Hij was programmadirecteur van het N.I.R. en na hun naamswijziging ook van de BRT (1959-1972). Commandeur in de Orde van Leopold II en Ridder in de Kroonorde.

## Biografie
Eerst werkte Janssens aan de radio-uitzendingen van het NIR. Als regisseur creëerde hij onder meer een aantal hoorspelen voor de radio. Bert Janssens werd televisieregisseur en was betrokken bij de eerste uitzending van de Nederlandstalige televisie in België op 31 oktober 1953. Hij was dan reeds twee jaar op vraag van administrateur-generaal Jan Boon de televisie-uitzendingen aan het voorbereiden met testuitzendingen in gesloten circuit en (samen met collega's Nic Bal en Rik Van den Abbeele) stages bij onder meer de BBC in het Verenigd Koninkrijk en de NTS in Nederland. Samen met Jan Briers (later directeur BRT 2 Radio), Rik Van den Abbeele en Julien Schol regisseerde hij de eerste rechtstreekse uitzendingen van de televisie aan het Brusselse Flageyplein. Onder directeur televisie Bert Leysen werd Janssens sectiehoofd tv-toneel. Zijn collega Nic Bal, sectiehoofd informatie werd vanaf 1955 adjunct-directeur onder Leysen. De ideologische levensbeschouwelijke strekkingen werden vertegenwoordigd bij de verdeling. Janssens was katholiek, Bal socialist en Van den Abbeele liberaal. Janssens is onder meer de productieleider van de legendarische televisieserie Schipper naast Mathilde.
Het overlijden van Bert Leysen op 17 september 1959 en Jan Boon op 31 december 1960 zorgt voor heel wat verschuivingen. Paul Vandenbussche wordt de nieuwe administrateur-generaal, terwijl Janssens de nieuwe programmadirecteur televisie wordt. Onder het rapport van de directeur 'actualiteit' Lode Van Uytven, de directeur 'culturele uitzendingen' Nic Bal en de directeur 'film en ontspanning' Dries Waterschoot. In 1972 overleed Bert Janssens op 56-jarige leeftijd onverwacht aan een zware heelkundige ingreep. Hij werd opgevolgd door Nic Bal.
Janssens was getrouwd en kreeg vier kinderen. Een van zijn kinderen werd ook radiojournalist bij de VRT, Johan Janssens.